# Campionat d'Espanya de motociclisme de velocitat 1977
La temporada de 1977 del CEV, denominat oficialment Campionat d'Espanya de velocitat,  fou la 28a edició d'aquest campionat, organitzat per la Reial Federació Motociclista Espanyola. El calendari oficial constava de 8 proves puntuables, celebrades entre el 20 de febrer i el 13 de novembre. Tres de les proves programades es disputaren als Països Catalans: Cullera (20 de febrer), Tarragona (Trofeu de Sant Magí, 21 d'agost) i Martorelles (11 de setembre).

## Classificació final

### 50cc
| Posició | Pilot            | Motocicleta   | Punts |
| ------- | ---------------- | ------------- | ----- |
| 1       | Ricardo Tormo    | Bultaco       | 72    |
| 2       | Ángel Nieto      | Bultaco       | 69    |
| 3       | Joaquim Galí     | Derbi/Bultaco | 56    |
| 4       | Ramon Galí       | Derbi/Bultaco | 49    |
| 5       | Jorge Navarrete  | Derbi         | 43    |
| 6       | Gaspar Legaz     | Kreidler      | 42    |
| 7       | Salvador Ventosa | Derbi         | 29    |
| 8       | Vicent Ferrer    | Derbi         | 20    |
| 9       | Xavier Mira      | Derbi         | 15    |
| 10      | Daniel Mateos    | Derbi         | 11    |

### 125cc
| Posició | Pilot                 | Motocicleta       | Punts |
| ------- | --------------------- | ----------------- | ----- |
| 1       | Ángel Nieto           | Bultaco           | 90    |
| 2       | Ángel del Pozo        | Ring.-Morbidelli  | 72    |
| 3       | Jorge Navarrete       | Ring.-Morbidelli  | 54    |
| 4       | Pedro Cegarra         | Bultaco           | 42    |
| 5       | Ricardo Tormo         | Bultaco           | 39    |
| 6       | Miguel Angel Cortés   | Morbidelli        | 38    |
| 7       | Agustín Pérez Calafat | Morbidelli        | 34    |
| 8       | Francisco Román       | Bultaco/Mobylette | 27    |
| 9       | Vicent Ferrer         | Morbidelli        | 24    |
| 10      | José Navarrete        | Yamaha            | 23    |

### 250cc
| Posició | Pilot                   | Motocicleta    | Punts |
| ------- | ----------------------- | -------------- | ----- |
| 1       | Benjamí Grau            | Derbi          | 90    |
| 2       | Francisco Pérez Calafat | Yamaha         | 66    |
| 3       | Carlos Morante          | Yamaha         | 55    |
| 4       | Ángel Nieto             | Yamaha         | 46    |
| 5       | Andrés Pérez Rubio      | Yamaha         | 37    |
| 6       | Juan Ramón Aragonés     | Yamaha         | 34    |
| 7       | Pere Xammar             | Bultaco/Yamaha | 27    |
| 8       | Jaume Alguersuari       | Yamaha         | 21    |
| 9       | Lluís Ricart            | Yamaha         | 21    |
| 10      | Carlos de San Antonio   | Yamaha         | 21    |

### 750cc
| Posició | Pilot                   | Motocicleta   | Punts |
| ------- | ----------------------- | ------------- | ----- |
| 1       | Benjamí Grau            | Yamaha        | 84    |
| 2       | Francisco Pérez Calafat | Suzuki        | 56    |
| 3       | Carlos Morante          | Yamaha        | 54    |
| 4       | Andrés Pérez Rubio      | Suzuki        | 38    |
| 5       | Carlos de San Antonio   | Yamaha/Suzuki | 36    |
| 6       | Jaume Alguersuari       | Yamaha        | 31    |
| 7       | Lluís Ricart            | Yamaha        | 27    |
| 8       | Ángel Nieto             | Yamaha        | 25    |
| 9       | Alejandro Tejedo        | Ducati        | 20    |
| 10      | Quique De Juan          | OSSA/Yamaha   | 15    |

## Categories inferiors

### Trofeu Sènior 250cc
| Posició | Pilot              | Motocicleta | Punts |
| ------- | ------------------ | ----------- | ----- |
| 1       | Joaquim Orts       | Montesa     | 70    |
| 2       | Gregorio Cañizares | Bultaco     | 51    |
| 3       | Enrique Triguero   | Bultaco     | 26    |

### Copa OSSA 250
| Posició | Pilot             | Punts |
| ------- | ----------------- | ----- |
| 1       | Luis Miguel Reyes | 90    |
| 2       | Daniel Boquet     | 60    |
| 3       | Joaquim Folch     | 38    |

### Copa Yankee 500
| Posició | Pilot          | Punts |
| ------- | -------------- | ----- |
| 1       | Alfons Duran   | 94    |
| 2       | Quique De Juan | 93    |
| 3       | Juan Cano      | 40    |